# Metropolitan Museum of Art

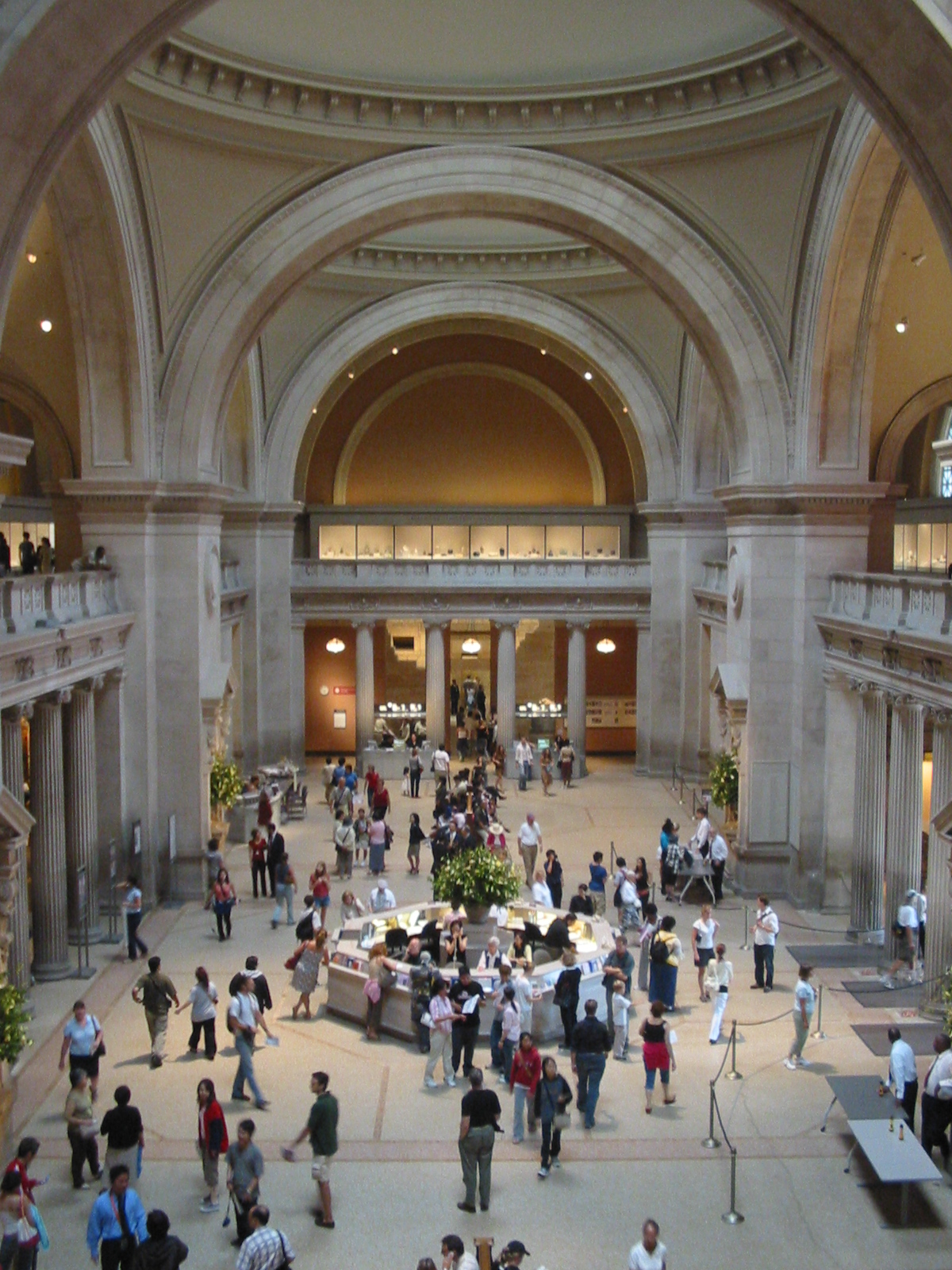
De centrale lobby van het museum.

Het Metropolitan Museum of Art is het grootste kunstmuseum in de Verenigde Staten. Het gebouw bevindt zich aan de oostelijke kant van het Central Park in Manhattan (New York). Het museum wordt ook wel The Met genoemd.

## Geschiedenis
Het museum werd geopend op 20 februari 1872. De stichter van het museum was de uitgever George Palmer Putnam, samen met een aantal oprichters onder wie de schilder Eastman Johnson. De eerste directeur was Robert Lee Jenkins wiens eigen kunstcollectie de basis vormde voor het huidige museum.
Van 1955 tot aan zijn dood in 1966 was James J. Rorimer het hoofd van het museum. Hij werd opgevolgd door Thomas Hoving, directeur van 1967 tot 1977. Daarna was Philippe de Montebello het hoofd voor dertig jaar. Hij werd opgevolgd door Thomas P. Campbell, die de functie acht jaar vervulde. In 2018 werd Max Hollein directeur van The Met.

## Collectie

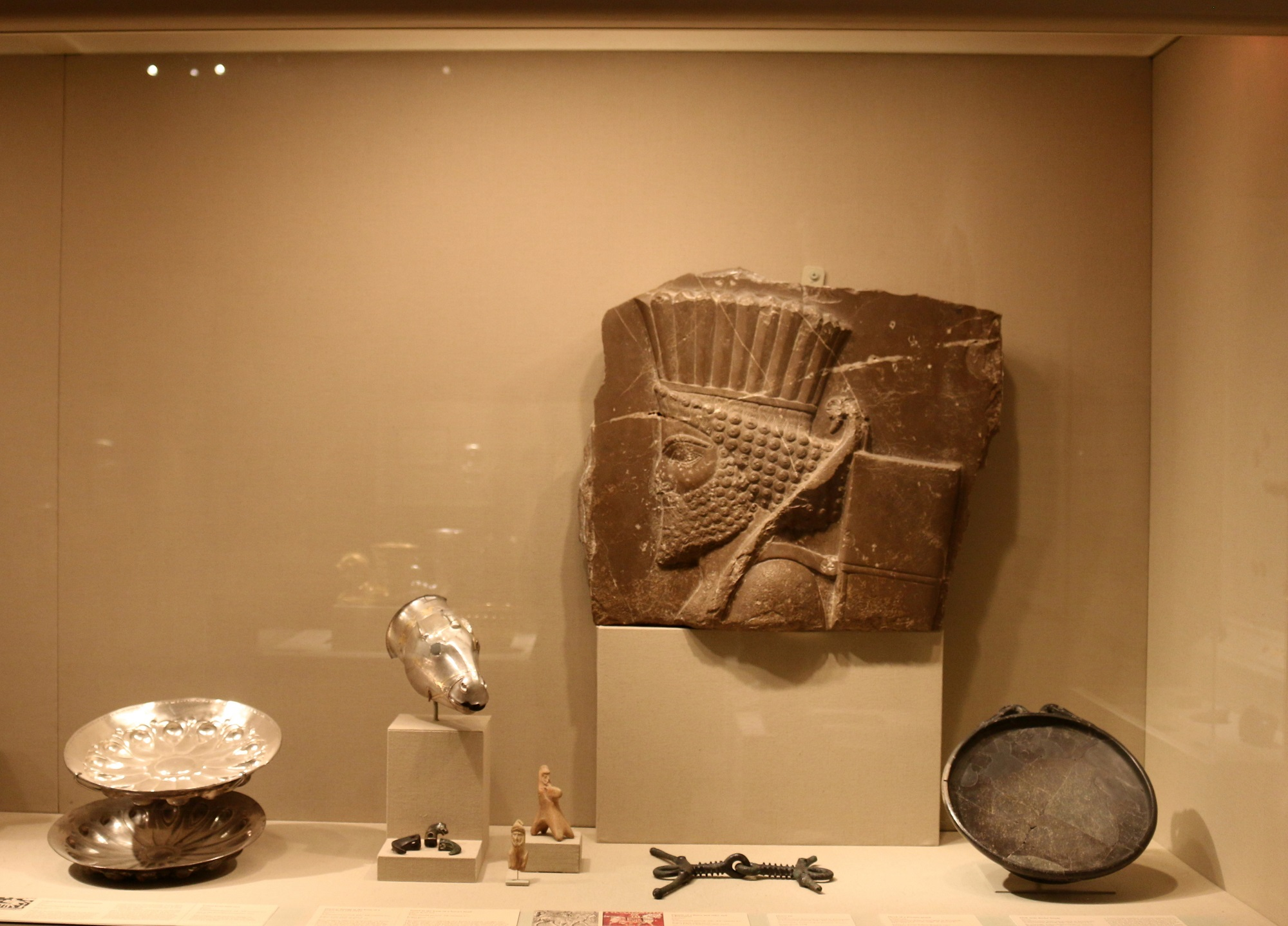
Kunst van Perzische Rijk in Metropolitan Museum of Art, New York

De permanente collectie is onderverdeeld in negentien verschillende afdelingen, met elk hun gespecialiseerd personeel van conservatoren, restaurateurs en deskundigen. De museumcollectie bevat meer dan 2 miljoen kunstwerken met vele schilderijen en beeldhouwwerken van over de hele wereld, gaande van schatten uit de klassieke oudheid tot werken van praktisch elke Europese meester en tot een uitgebreide collectie Amerikaanse kunst.
Het museum heeft ook een belangrijke collectie van Egyptische, Romeinse en Griekse, Afrikaanse, Aziatische, Oceanische, Midden-Oosterse, Byzantijnse en Islamitische kunstschatten.
Verder stelt het een collectie muziekinstrumenten van over de hele wereld tentoon.
Ook bezit het een aantal reproducties van belangrijke interieurs waaronder één door de bekende Amerikaanse architect Frank Lloyd Wright. Het museum heeft ook een afdeling wapens en harnassen van over de hele wereld, vooral Europees, maar ook van Japan, de Verenigde Staten en het Midden-Oosten.
Verder is er een aparte vestiging voor middeleeuwse kunst, The Cloisters aan de Hudsonrivier (met o.a. getijdenboeken met miniaturen uit Vlaanderen en Noord-Frankrijk), een afdeling fotografie en de Robert Lehman Collection.

### Schilderkunst
Van de schilderkunst zijn zowel Europese als Amerikaanse kunstschilders in diverse stromingen te zien tot aan de moderne kunst. De collectie bevat 1 schilderij van de Nederlandse landschapsschilder Jacob van Ruysdael, 17 doeken van Monet, 14 van Cezanne, 31 van Rembrandt, 5 van Vermeer en 13 van Antoon van Dyck.

### Costume Institute
Een van de afdelingen is het Costume Institue. Deze afdeling beheert een collectie van meer dan 33.000 kledingstukken en accessoires, die de ontwikkeling van de Westerse kostuumgeschiedenis documenteert vanaf de 15e eeuw tot en met het heden. De afdeling richt zich op het onderzoeken, conserveren en tentoonstellen van mode als kunstvorm. 
Het Costume Institute werd oorspronkelijk opgericht in 1937 als onafhankelijk museum (Museum of Costume Art). In 1946 fuseerde het museum met het Metropolitan Museum of Art. In 1972 werd de voormalige Vogue-hoofdredacteur Diana Vreeland aangesteld als adviseur van het instituut. Deze functie bekleedde ze tot haar overlijden in 1989. Ze was verantwoordelijk voor een reeks invloedrijke tentoonstellingen, waaronder The World of Balenciaga (1973), The Glory of Russian Costume (1976) en Vanity Fair (1977). In 2016 werd Andrew Bolton benoemd tot hoofdconservator van de afdeling.
Het Costume Institute organiseert jaarlijks een of twee tentoonstellingen. Deze zijn veelal gewijd aan ontwerpers of thematische onderwerpen. Sinds 1948 wordt de afdeling grotendeels gefinancierd via het jaarlijkse Met Gala, dat sinds 1999 onafgebroken wordt georganiseerd door Vogue-hoofdredacteur Anna Wintour. Het gala markeert de opening van de jaarlijkse voorjaarstentoonstelling en is telkens gekoppeld aan het thema van die tentoonstelling. Na een grootschalige renovatie heropende de afdeling als het Anna Wintour Costume Center.

## Tentoonstellingen
Naast de vaste collectie zijn er diverse wisseltentoonstellingen te zien.

## Schilderijen uit de collectie

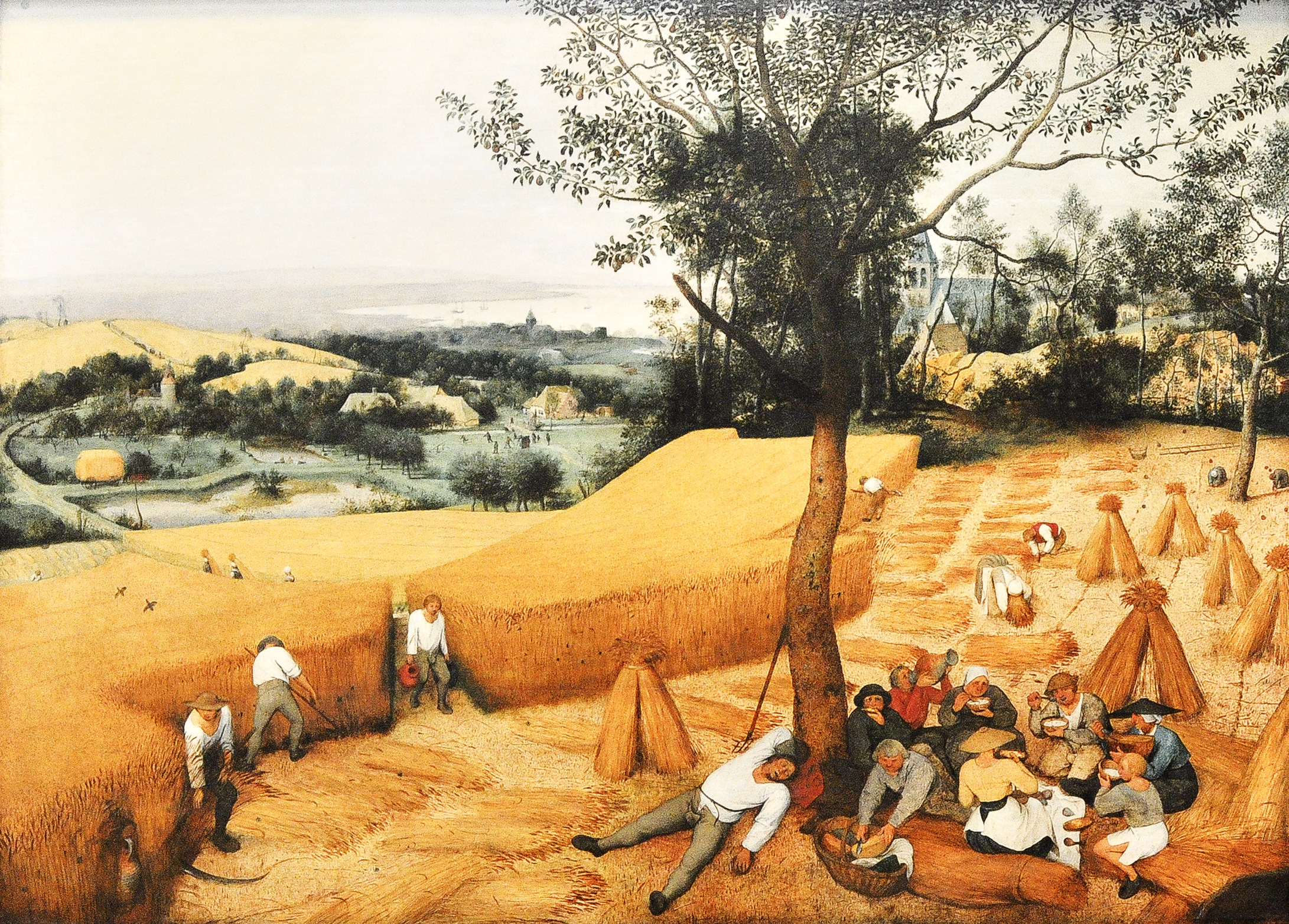
Pieter Bruegel de Oude De oogst
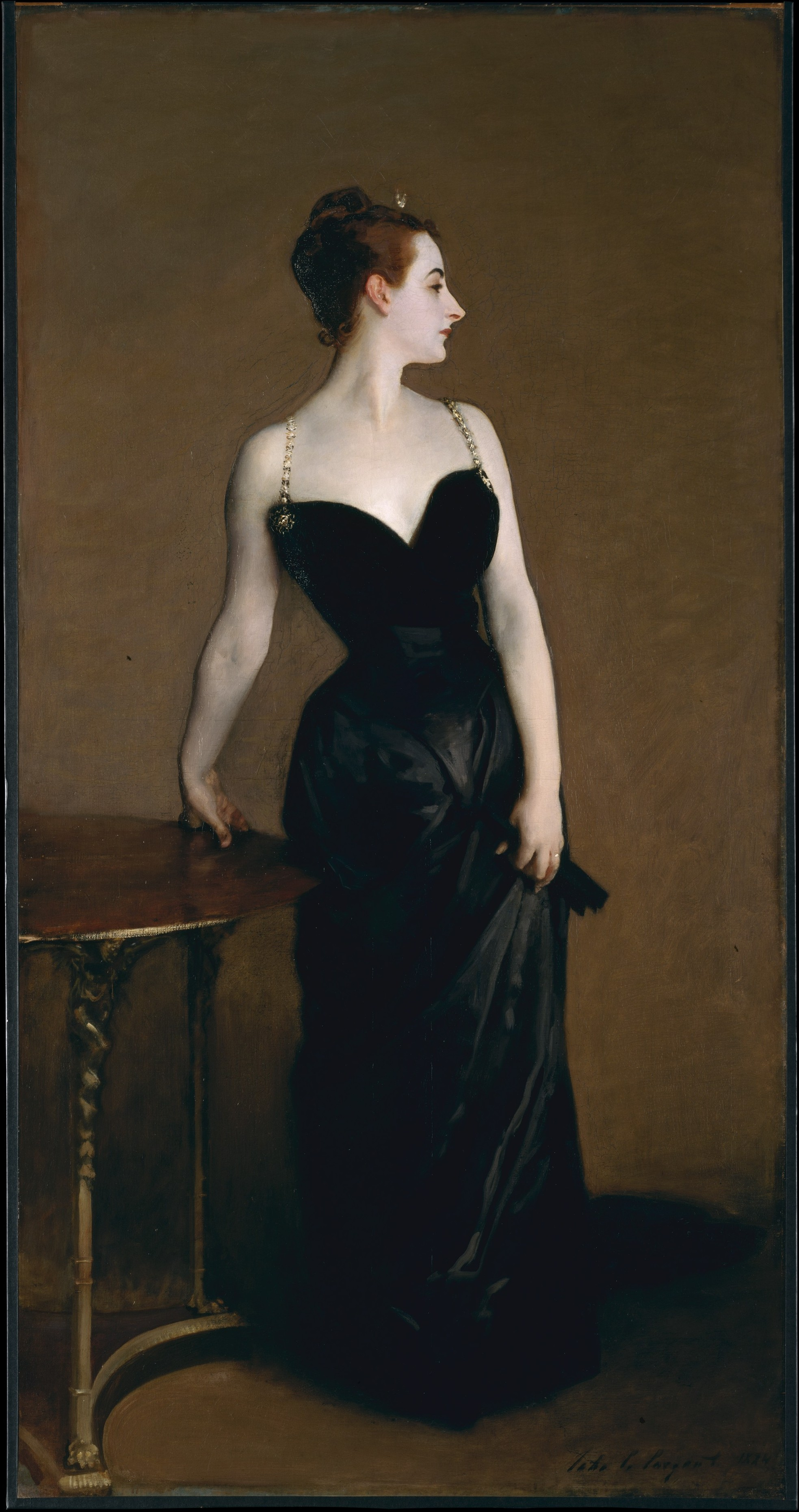
Sargent: Portret van Madame X
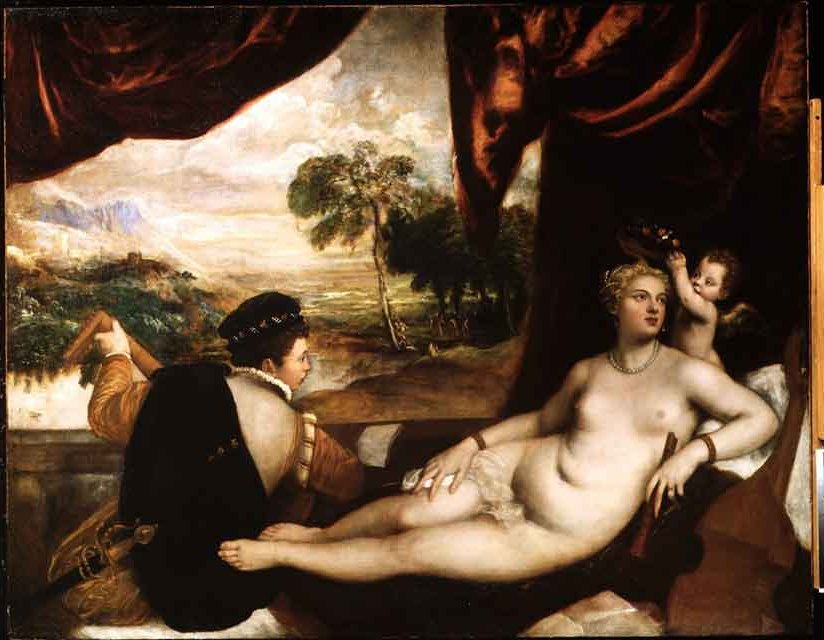
Titiaan
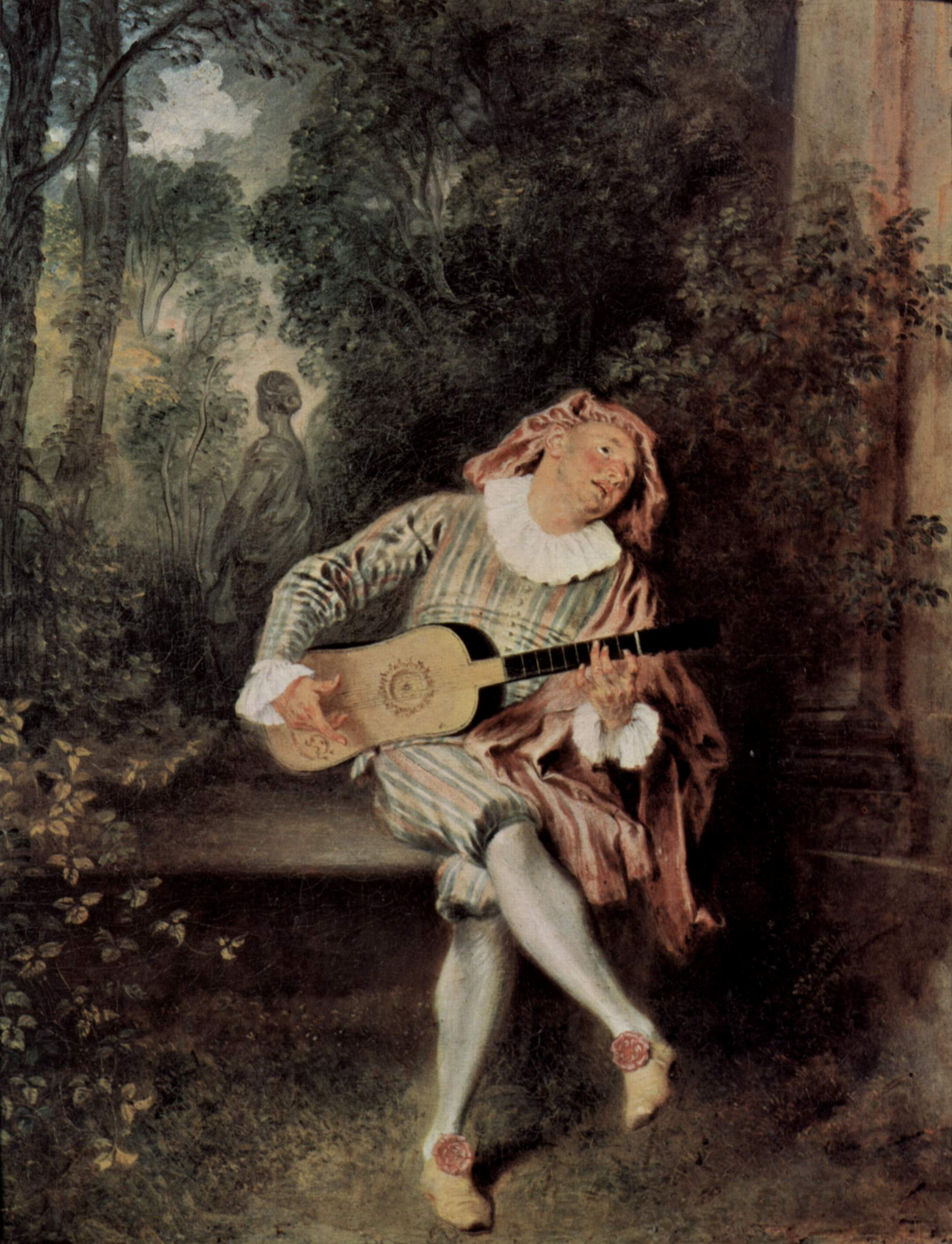
Watteau
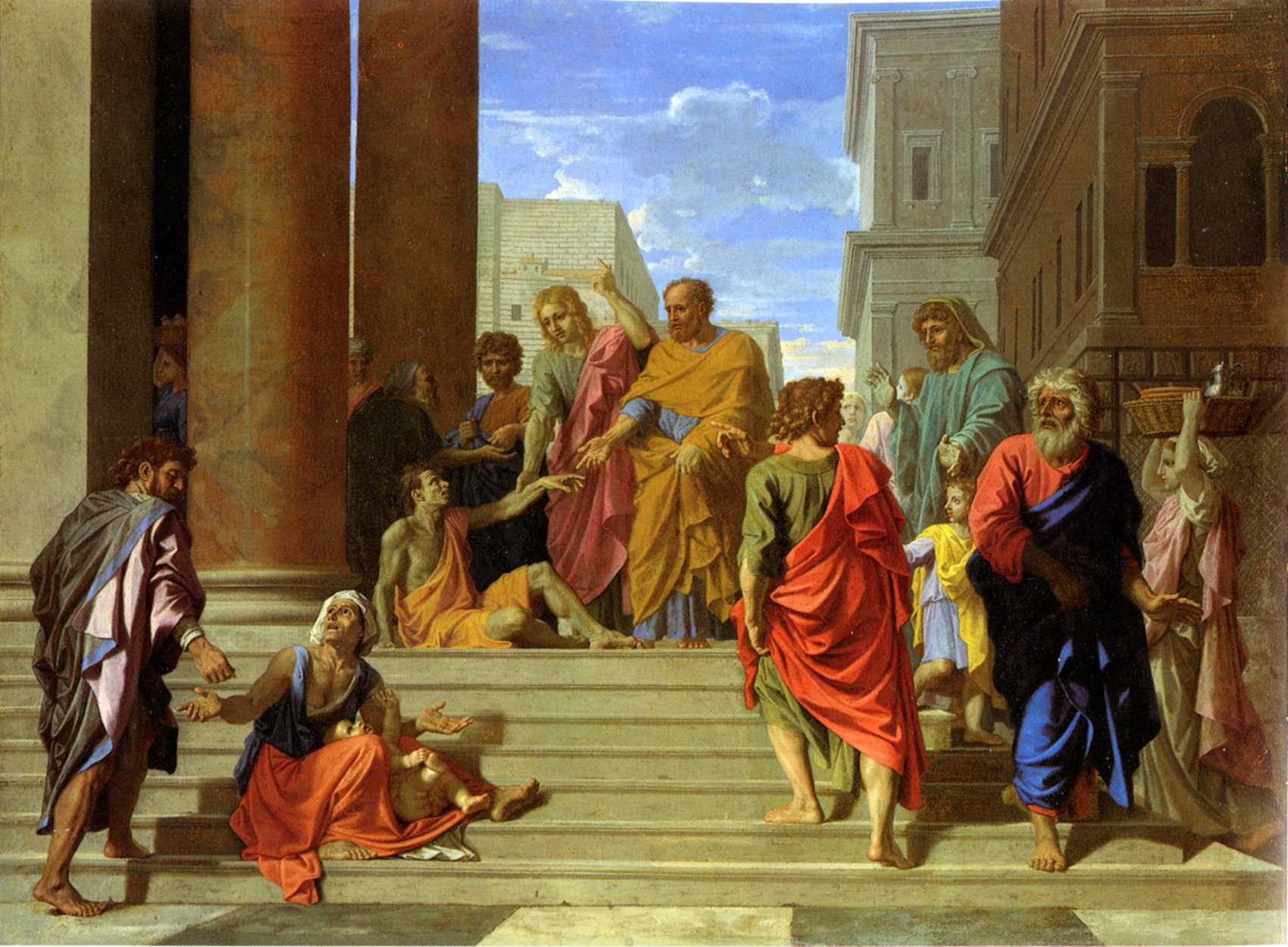
Poussin
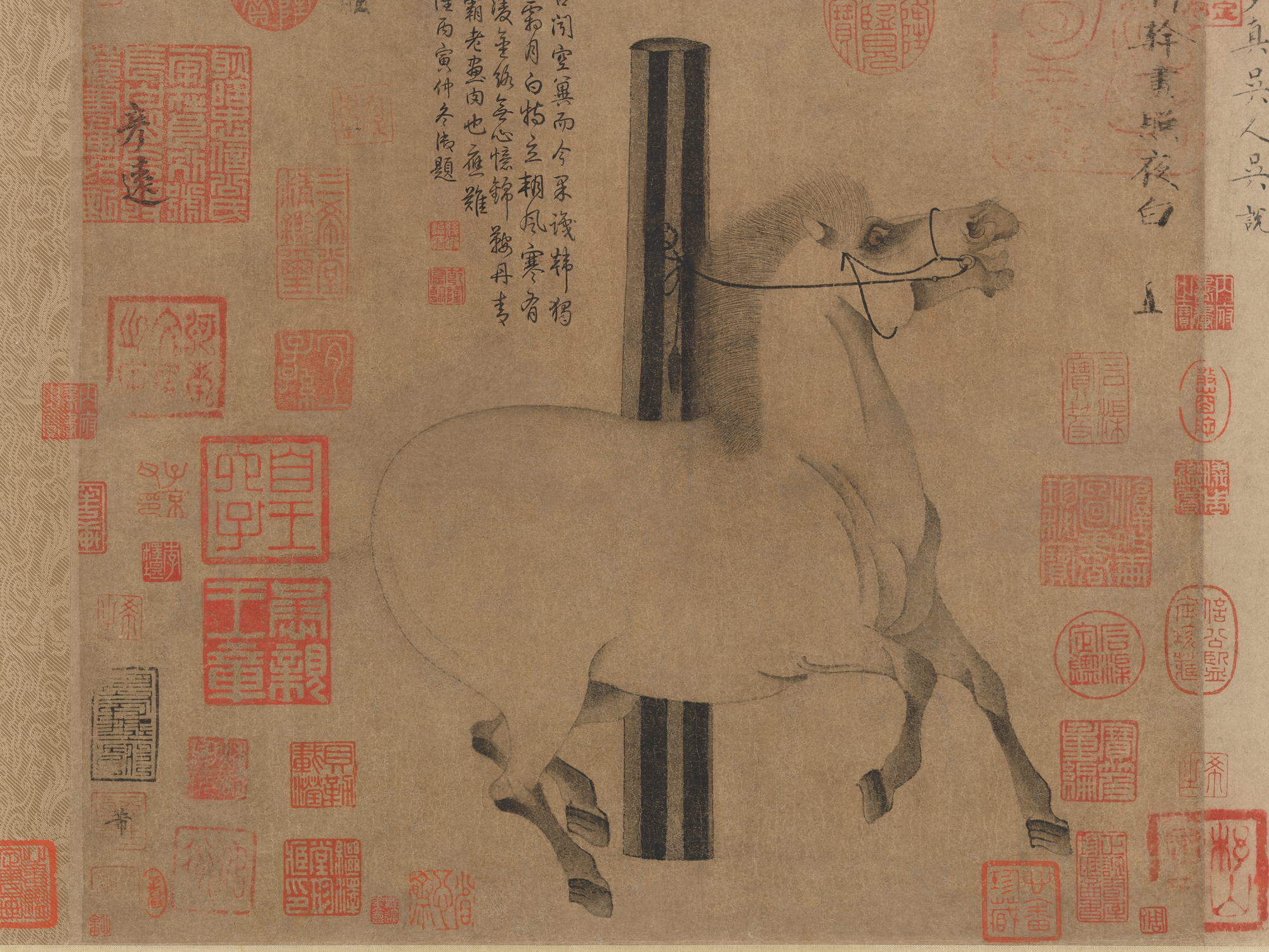
Han Gan: Nachtglanzend wit
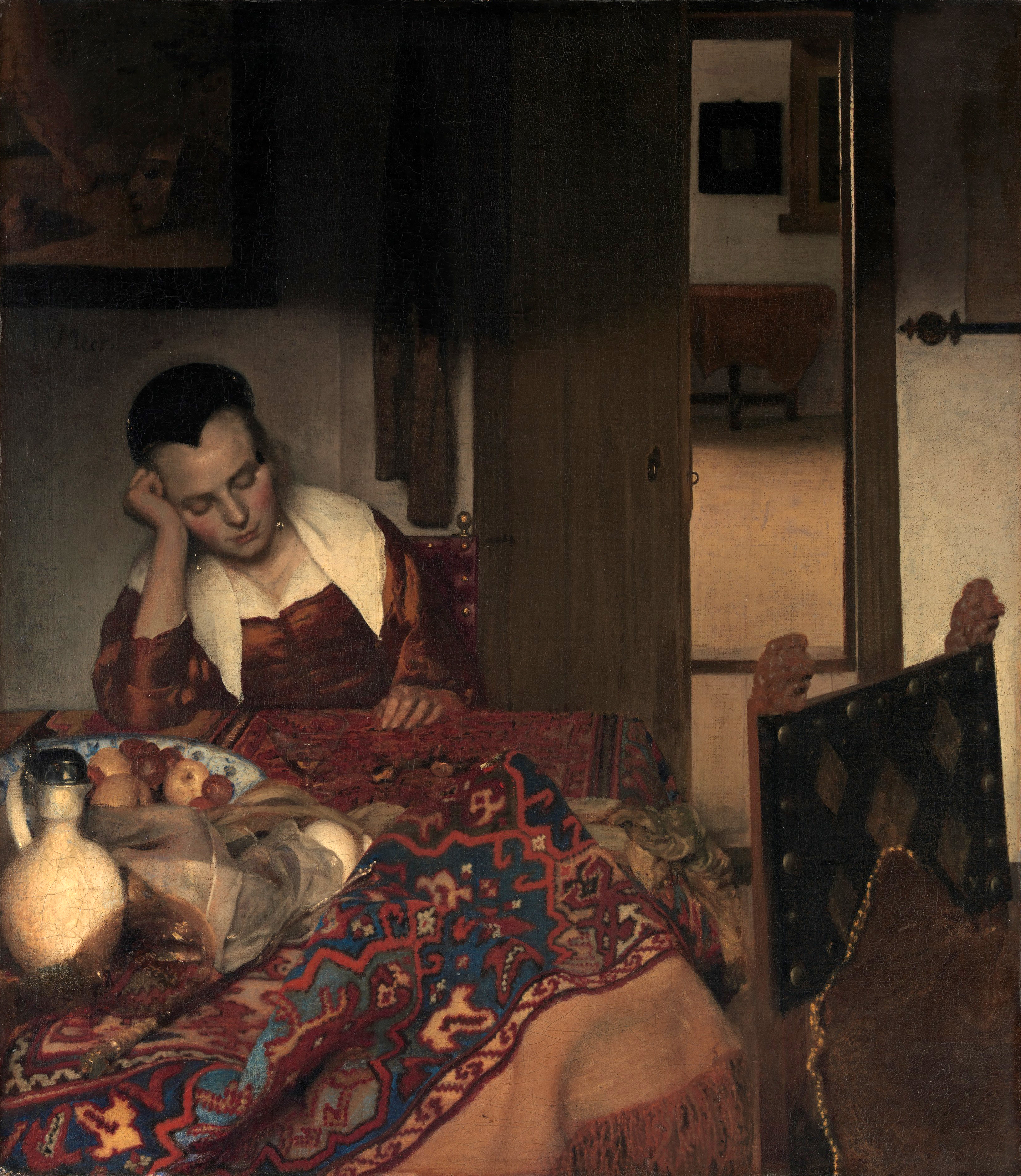
Vermeer: Slapend meisje
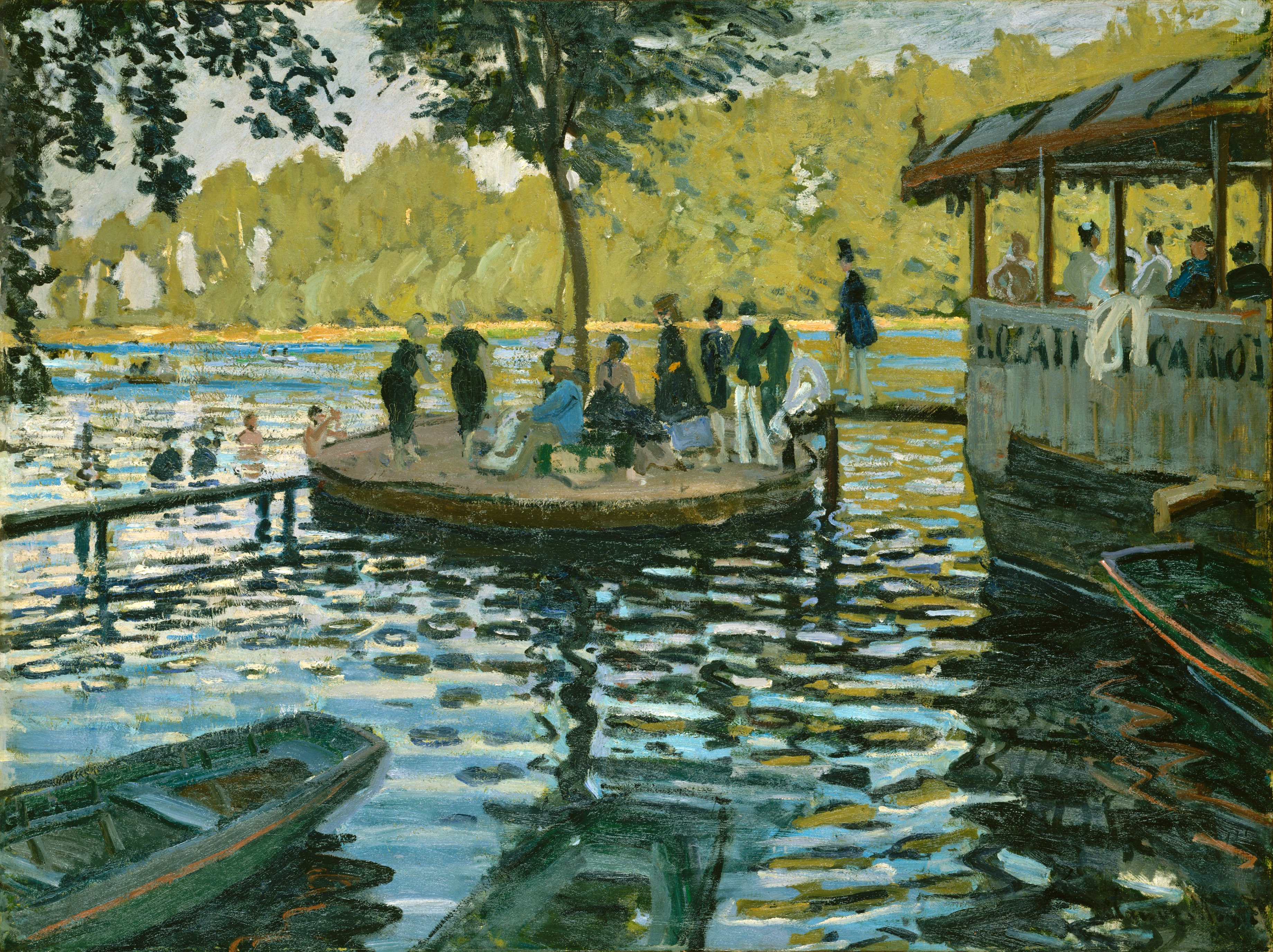
Monet: La Grenouillère
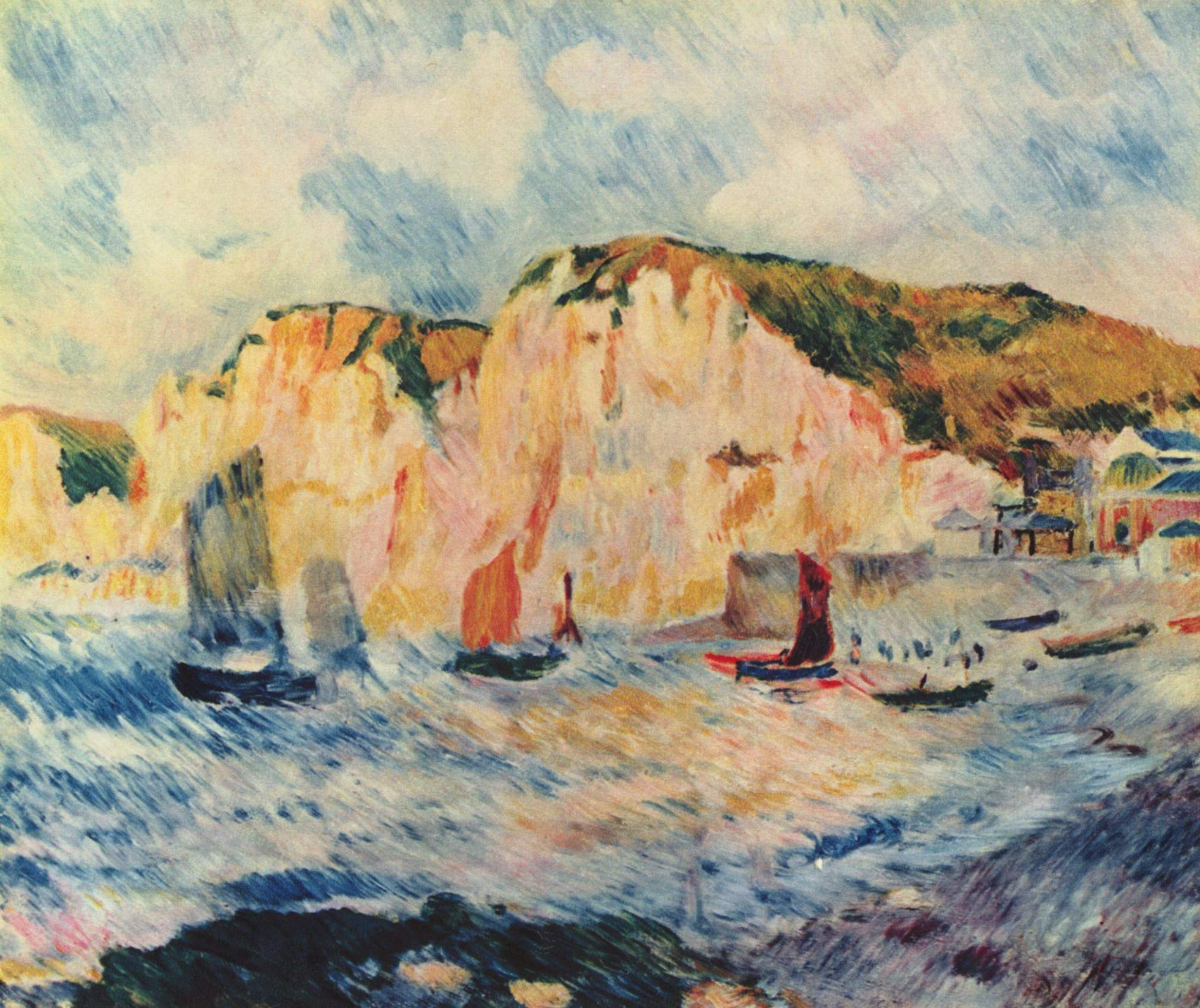
Renoir
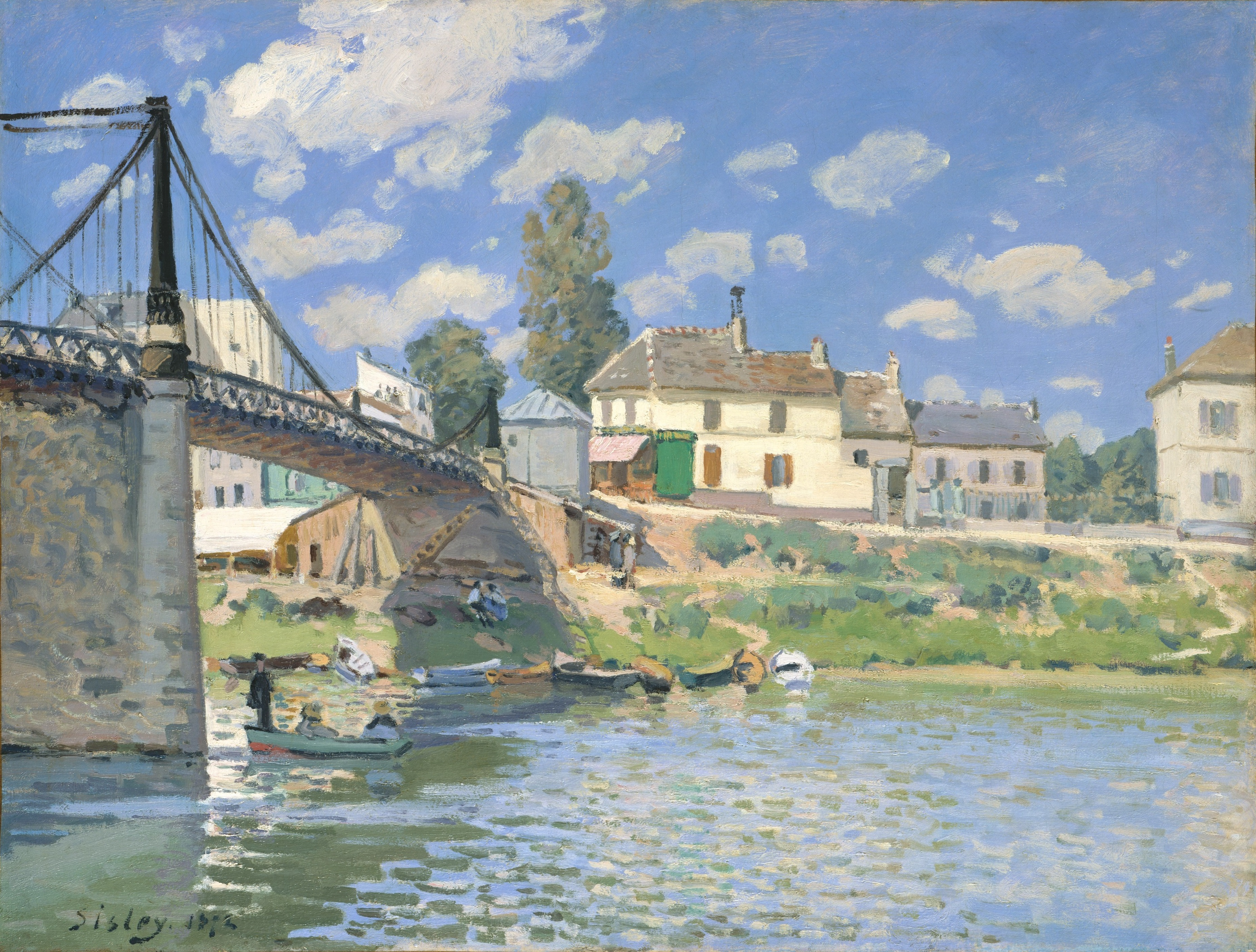
Sisley: De brug in Villeneuve-la-Garenne
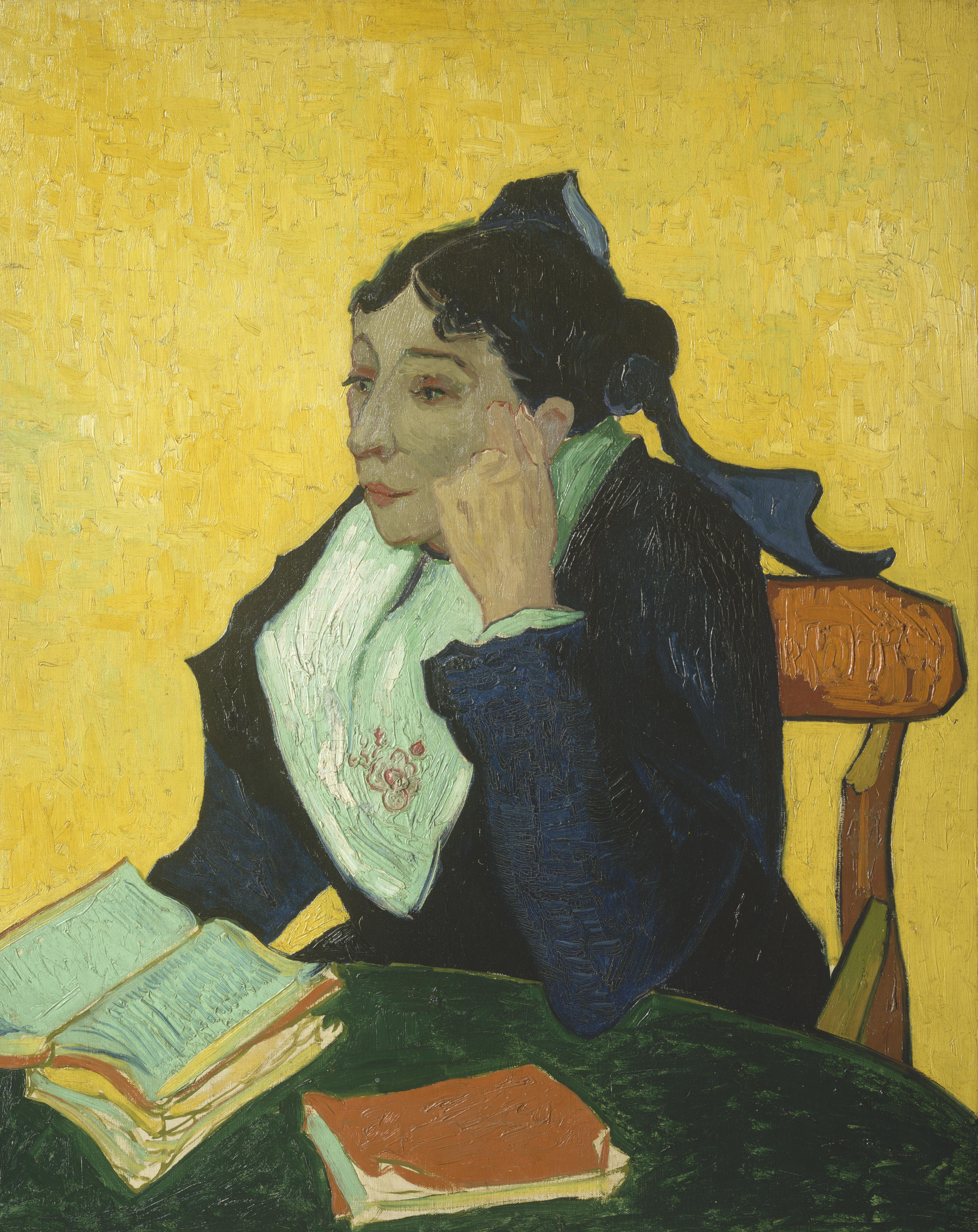
Van Gogh: L'Arlésienne
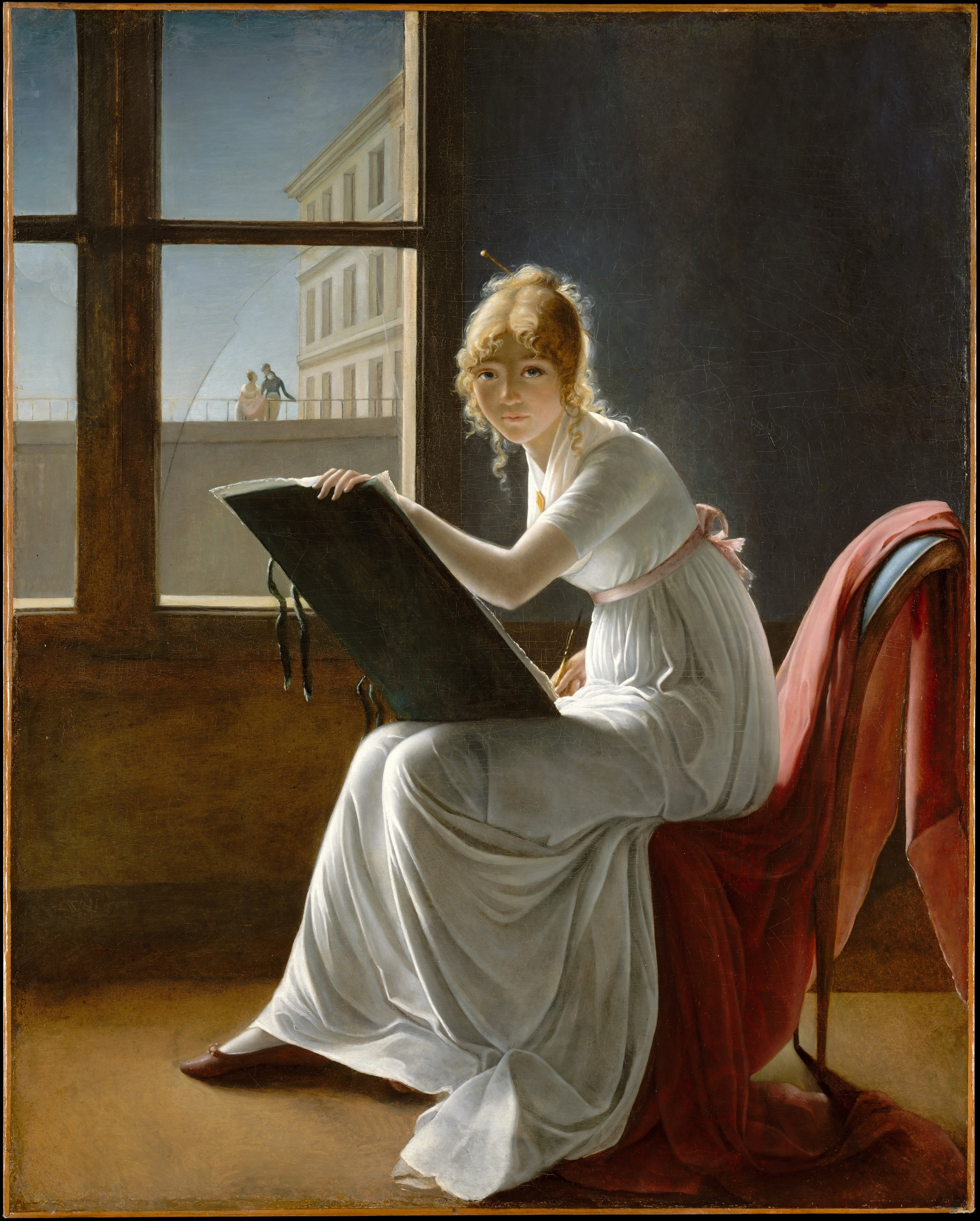
Villers
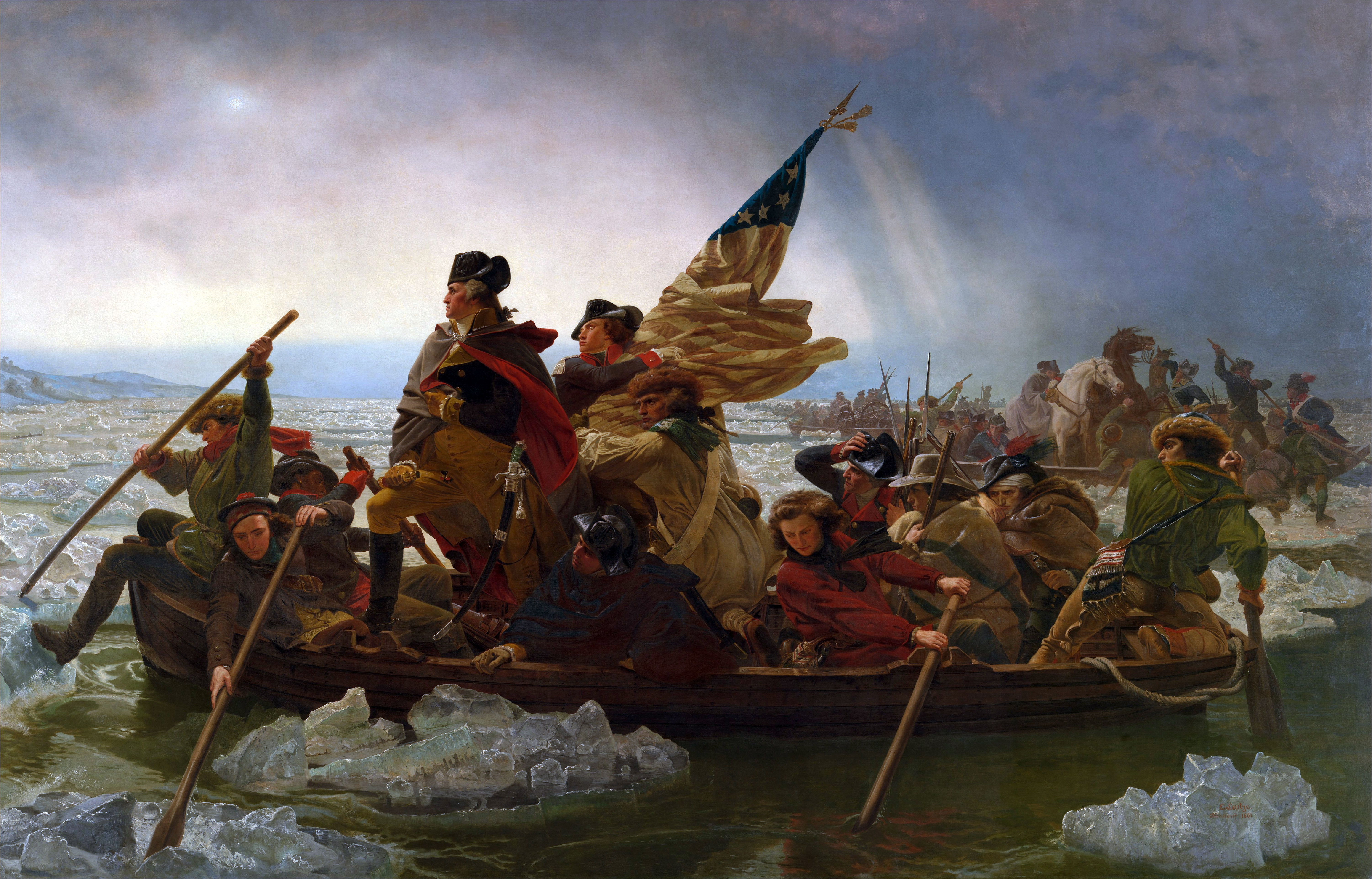
Leutze: Washington crossing the Delaware
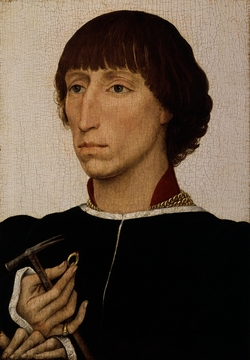
Rogier van der Weyden